# Tesla Megapack
Le Tesla Megapack est un accumulateur électrique lithium-ion de grande envergure destiné au stockage de l'énergie, conçu pour les stations de stockage de l'énergie (en). L'appareil est manufacturé par Tesla Energy, filiale de Tesla.
Lancé en 2019, chaque Megapack peut stocker jusqu'à 3,9 megawatt-heure (MWh) d'électricité dans un volume s'apparentant à un conteneur marin. Les Megapack sont ainsi utilisés pour cumuler l'énergie de sources intermittentes, telles le solaire et l'éolien, pour réutiliser celle-ci selon les fluctuations de la demande.

## Histoire

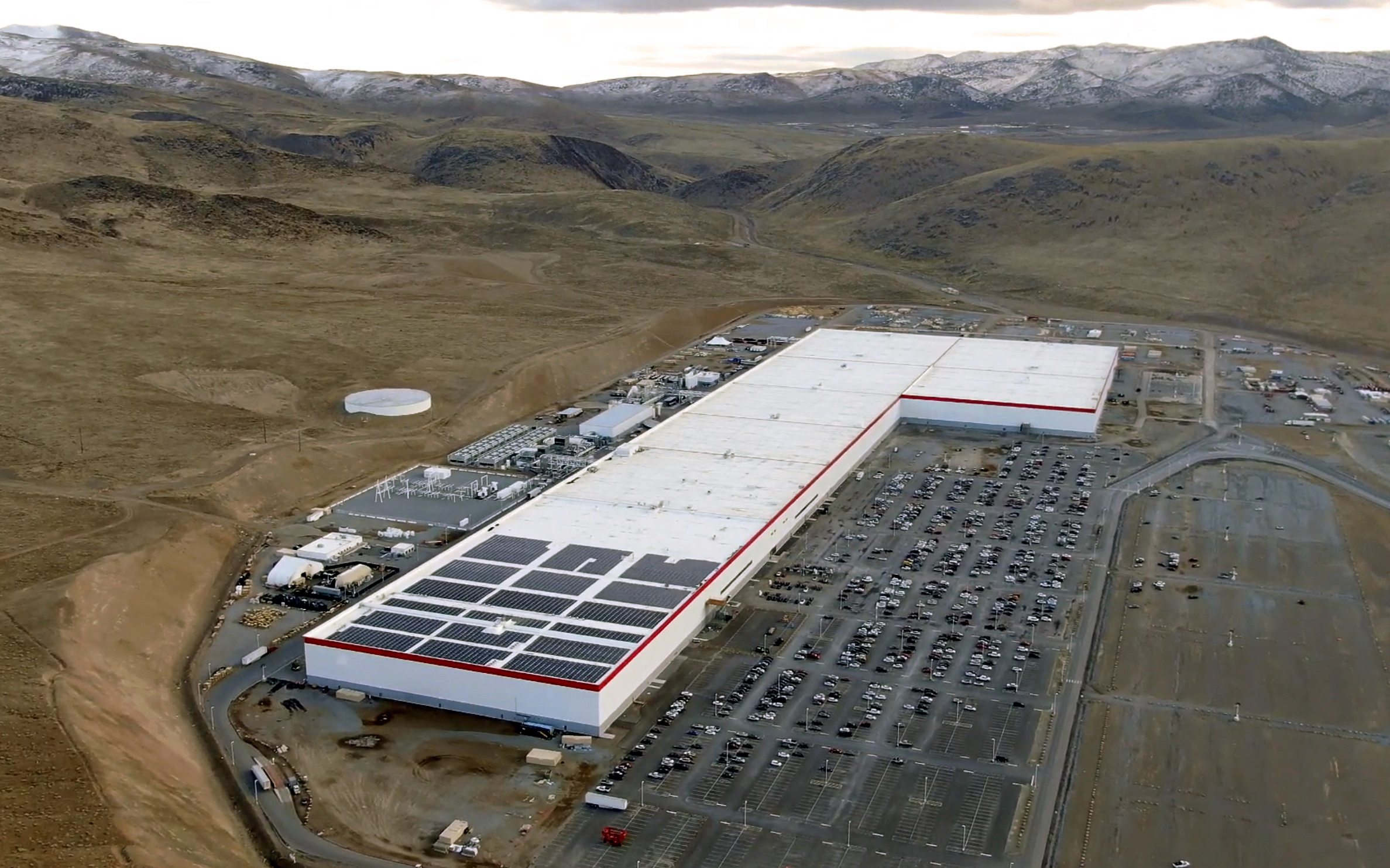
Installations de Tesla Giga Nevada, où le Megapack a été conçu et est produit.

Le 30 avril 2015, Tesla annonce son intention de développer le marché de stockage d'énergie par batteries. Elon Musk affirme ainsi que ses produits pourraient être utilisés pour améliorer la fiabilité de l'approvisionnement intermittent de l'énergie.
Le 22 décembre 2023, Tesla signe un accord pour acquérir des terrains dans la banlieue de Shanghai pour construire une usine capable de produire à terme 10 000 batteries en conteneurs « Megapacks ». Sa construction doit débuter dans les premiers mois de 2024 pour une mise en service fin 2024. L'activité Megapacks ne pèse qu'environ 5 % des ventes de Tesla début 2023, mais elle est en forte progression : son chiffre d'affaires a connu une hausse de 40 % en 2022, à 3,9 milliards de dollars. Tesla en a installé 6,5 GWh en 2022.

## Détails techniques
| Modèle   | Technologie | Capacité (MWh) | Puissance apparente (MVA) | Polyvalence             | Dimensions (L x W)                                     | Poids       |
| -------- | ----------- | -------------- | ------------------------- | ----------------------- | ------------------------------------------------------ | ----------- |
| Megapack | Lithium-ion | jusqu'à 3      | jusqu'à 1,54              | Bi-directionnel, 1,5 MW | 23 pieds 5 pouces x 5 pieds 3 pouces (7,14 m x 1,60 m) | 23,1 tonnes |

Initialement, les Megapacks étaient produits à Giga Nevada. Les Megapacks de nouvelle génération sont fabriqués dans la nouvelle usine de Lathrop (Californie, USA), inaugurée en octobre 2022, où Tesla prévoit de produire 40 GWh par an.

## Modèle d'affaire et cas d'usages
Les Megapacks sont conçus pour être utilisés pour le stockage d'électricité à grande échelle. Tesla a déclaré que les Megapacks pourraient être utilisés par les entreprises de services publics pour remplacer les centrales électriques de pointe, qui génèrent de l'électricité supplémentaire pendant les périodes de demande de pointe. Les Megapacks sont conçus pour stocker de l'électricité qui peut être utilisée plus tard pendant les périodes de demande excédentaire, plutôt qu'une centrale électrique de pointe devant générer l'électricité en temps réel à l'aide de charbon ou de gaz naturel. Il a été démontré que le stockage sur batterie de réseau peut aider à réduire les émissions de dioxyde de carbone des centrales électriques et les coûts unitaires de production d'électricité,.

## Produits semblables
Tesla Energy a développé une version domestique du Megapack, le Powerwall, ainsi que le Powerpack (en) pour de moyennes entreprises.